# أندريا مورايس
أندريا مورايس (بالبرتغالية: Andréa Moraes) (28 يوليو 1969 - ) هي لاعبة كرة طائرة برازيلية.